# Alexandre II de Moldavie
Alexandre ou Alexăndru II de Moldavie  (connu sous le diminutif polonais d'Olechno ou en roumain : Alexăndrel Mușat) (né 1429 mort empoisonné le 25 mai 1455) est prince de Moldavie en 1448-1449, puis de 1452 à 1454 et en 1455.

## Origine
Second fils d'Ilie Ier de Moldavie prince de Moldavie, il succède au mystérieux Ciubăr en novembre 1448 avec l'appui du roi de Pologne. La monarchie étant élective dans les principautés roumaines (comme en Hongrie et Pologne voisines), le prince (voïvode, hospodar ou domnitor selon les époques et les sources) était élu par et parmi les boyards et, pour être nommé, régner et se maintenir, s'appuyait fréquemment sur les puissances voisines, hongroise, polonaise ou ottomane.

## Règnes
Le premier règne d'Alexandre II est bref car il est renversé par Bogdan II Mușat le 12 octobre 1449.
Après le meurtre de son compétiteur il dispute le trône à Petru Aron de février 1452 à août 1454 c'est à cette époque qu'il accorde un privilège commercial aux marchands de Brașov le 12 août 1453.  
Il redevient enfin prince de février 1455 à sa mort. Il avait reconnu la suzeraineté de Iancou de Hunedoara, régent de Hongrie, à Suceava le 17 février 1453, et le 23 septembre 1453 il avait également renouvelé sa vassalité envers la Pologne, mais cela ne signifie pas, comme l'affirment par erreur certains auteurs, que la Moldavie soit devenue une province polonaise ou hongroise, ou encore un fief du roi de Pologne ou de Hongrie. Ces erreurs sont dues d'une part à la confusion sémantique chez certains historiens modernes, entre voïvodie (province, en polonais) et voïvode (prince régnant, en roumain), ou encore entre suzeraineté et souveraineté, et d'autre part à la rétroprojection nationaliste de l'histoire. 
Alexandre II est battu le 25 mars 1455 à Mohilău par Petru Aron et meurt empoisonné à 26 ans le 25 mai 1455 à Cetatea Albă. Le chroniqueur moldave Grigore Ureche le présente comme un prince ivrogne et luxurieux qui aurait été tué par les maris jaloux des femmes qu'il avait séduit.

## Sources
- Grigore Ureche Chronique de Moldavie Traduite et annotée par Emile Picot E Leroux Paris (1878) p.  71, 81, 83.
- Nicolas Iorga Histoire des Roumains volume IV, les chevaliers. Bucarest (1937)
- (ro) Constantin C.Giurescu & Dinu C.Giurescu Istoria Romanilor volume II (1352-1606) Editura Stiintifica si Enciclopedica, Bucuresti (1976).
- Jean Nouzille La Moldavie, Histoire tragique d'une région européenne, Ed. Bieler,  (ISBN 2-9520012-1-9)